# Can a Woman Love Twice?
Can a Woman Love Twice? er en amerikansk stumfilm fra 1923 af James W. Horne.

## Medvirkende
- Ethel Clayton som Mary Grant
- Muriel Frances Dana som Thomas Jefferson Grant
- Kate Lester som Mrs. Grant
- Fred Esmelton som Coleman Grant
- Victory Bateman
- Wilfred Lucas som Franklyn Chase